# Linda Fäh
Linda Fäh (* 10. November 1987 in Benken SG) ist eine Schweizer Sängerin und Moderatorin. Sie war Miss Schweiz 2009.

## Leben
Nach dem Besuch der Sekundarschule absolvierte Fäh eine Lehre als Bankkauffrau mit abschließender Berufsmatura. 2006 wurde sie zur Miss Südostschweiz gewählt. Sie arbeitete danach einige Zeit am Bankschalter und wechselte 2009 als Assistentin ins Private Banking. Im gleichen Jahr erfolgte die Wahl zur Miss Schweiz. 2010 vertrat sie die Schweiz bei der Wahl zur Miss Universe.
Während Fähs Amtsjahr als Miss Schweiz startete der Ostschweizer Regionalsender TVO die Sendereihe TVO Extra mit Fäh als Moderatorin.
Fäh ist ehrenamtliche Botschafterin des Schweizerischen Roten Kreuzes SRK und engagiert sich für die Prävention und frühzeitige Erkennung von Brustkrebs.
Im August 2012 bestieg Fäh mit ihrer Freundin Lorena Oliveri und zwei Bergführern das Matterhorn. Motivation dafür war der Umstand, dass sie, wie auch einige andere Kandidatinnen der Miss-Schweiz-Wahl 2009, diesen Berg bei einem Quiz des Schweizer Fernsehens nicht erkannt hatte.
Fäh ist seit 2017 mit Marco Dätwyler verheiratet.

## Musik
Im Mai 2011 trat Fäh mit dem Lied Ich & du im Musikantenstadl in Poreč, Kroatien auf. Zudem trat sie 60 Mal als Leadsängerin im Weihnachtszirkus Salto Natale des Zirkus Knie auf. Ende 2011 sang Fäh im Rahmen der Gala Menschen für Menschen im Duett mit Al Bano.
Im November 2013 brachte Linda Fäh ihre erste Schlagersingle mit dem Titel Unendlich wie das Meer heraus. Im Mai 2014 wurde ihr Debütalbum Du oder keiner von ihrem Plattenlabel Telamo veröffentlicht. Kurz darauf trat sie im Musikantenstadl Fribourg mit ihrem Lied Augen wie Feuer auf. Ein weiterer Auftritt fand im August 2014 in der ARD-Sendung Immer wieder sonntags statt, wo sie Sterne über Venedig sang.
Fähs zweites Album Du kannst fliegen erschien im September 2015. Ende 2015 trat sie in der SRF1-Sendung Klingende Weihnachten auf, die sie auch moderierte. Im Sommer 2016 erschien ihre Single Crazy Night.
Fäh präsentierte den Song auch in der Sendung Schlager und Meer, die auf einem Kreuzfahrtschiff im Persischen Golf aufgezeichnet und im MDR und SRF ausgestrahlt wurde.
Im Mai 2017 stellte Linda Fäh als Auftakt zu ihrem dritten Album die Single Der perfekte Herzschlag im Prix Walo vor, der live aus dem Kongresshaus Zürich auf StarTV ausgestrahlt wurde. Das Album Herzschlag erschien im Frühling 2018 und erreichte Platz 7 der Schweizer Albumcharts. Daraufhin folgte die bereits fünfte Einladung in die ARD-Sendung Immer wieder sonntags mit der Performance ihres Songs Lange, lange wach und erstmals Auftritte im ZDF-Fernsehgarten und in der SRF-Musiksendung Hello Again. Auch in den ARD-Schlagersendungen Schlagerboom, Adventsfest der 100’000 Lichter mit Florian Silbereisen und der Eurovisions-Silvestershow von Jörg Pilawa trat Fäh auf.  Im selben Jahr nahm sie außerdem an der SRF-Tanzshow Darf ich bitten? teil und belegte im Finale den zweiten Platz.
Im Frühling 2019 war sie auf Deutschland-Tournee in Das Grosse Schlagerfest – präsentiert von Florian Silbereisen. Ein weiterer Auftritt im Adventsfest der 100’000 Lichter folgte.
Ihr Album federleicht erschien im Juli 2022, Single-Auskopplungen des Albums wurden bereits seit 2021 veröffentlicht. In der Ross Antony Show präsentierte die Sängerin den Song In der Mitte deines Herzens. Ihren Song Morgenkaffee sang sie in der Show mit Ross Antony gemeinsam.
Fäh veröffentlichte im November 2021 das Musikvideo Schwestern, bei welchem ihre Schwester Sina Fäh eine Rolle als Background-Sängerin einnahm. Im Juni 2022 wurde das Musikvideo zu Ich liebe Rom veröffentlicht.
Im November 2022 wurde Fäh mit dem Swiss Influencer Award in der Kategorie Musik ausgezeichnet.

## Diskografie

### Alben
- 2014: Du oder keiner
- 2015: Du kannst fliegen
- 2018: Herzschlag
- 2022: Federleicht

### Singles
- 2013: Unendlich wie das Meer
- 2014: Du oder keiner
- 2014: Sterne über Venedig
- 2014: Augen wie Feuer
- 2015: Morgen träumen wir gemeinsam
- 2015: Wenn sich unsre Lippen berühren
- 2015: Titanic
- 2016: Der süsseste Schuft
- 2016: Crazy Night
- 2017: Der perfekte Herzschlag
- 2018: Lange, lange wach
- 2021: Ringe anprobiern
- 2021: Lieblingsplatz
- 2022: Schwestern
- 2022: In der Mitte deines Herzens
- 2022: Ich liebe Rom
- 2022: Worte aus den Wolken